# ماتس هانسون
ماتس هانسون هو متسابق يخت سويدي، ولد في 11 يونيو 1965.

## وصلات خارجية
- ماتس هانسون على موقع أوليمبيديا (الإنجليزية)
- ماتس هانسون على موقع اللجنة الأولمبية السويدية (السويدية)